# Acronicta gastridia
Acronicta gastridia är en fjärilsart som beskrevs av Swinhoe 1895. Acronicta gastridia ingår i släktet Acronicta och familjen nattflyn. Inga underarter finns listade i Catalogue of Life.